# Караман (Гёйчайский район)
Караман (азерб. Qaraman) — село в Гёйчайском районе Азербайджана. 

## География
Расположено на Ширванской равнине к юго-востоку от районного центра Гёйчай.

## История
Основание населённого пункта восходит к тюркам-караманлы.
В начале XIX века Восточное Закавказье вошло в состав Российской империи. Высочайшим указом от 14 декабря 1846 года была образована Шемахинская губерния, просуществовавшая до 1859 года, пока она не была переименована в Бакинскую.
В одном из исторических документов того времени в «Описание Ширванской провинции», составленном в 1819 году, упоминается «татарское» селение Караманъ.
По сведениям на 1856 год даётся перечень населённых пунктов Шемахинской губернии и среди них упоминается селение под названием Караманъ, Садаринского магала данной губернии.

## Население
В материалах посемейных списков на 1886 год, приводятся сведения об Караманъ Геокчайского уезда Бакинской губернии, в селении насчитывалось 54 дыма и 298 жителей и все «татары»-сунниты (азербайджанцы-сунниты), из которых 295 крестьяне (53 дыма) на казённой земле и 3 представителей духовенства.
По Азербайджанской сельскохозяйственной переписи 1921 года в Карамане Карабахкальского сельского общества Геокчайского уезда Азербайджанской ССР проживало 517 человек (123 хозяйства). Преобладающая национальность — тюрки-азербайджанцы.
В селе развито садоводство.
Основная выращиваемая культура — айва, один из сортов которой носит название «Гараман».